# Alfred Kuhn (Kunsthistoriker)

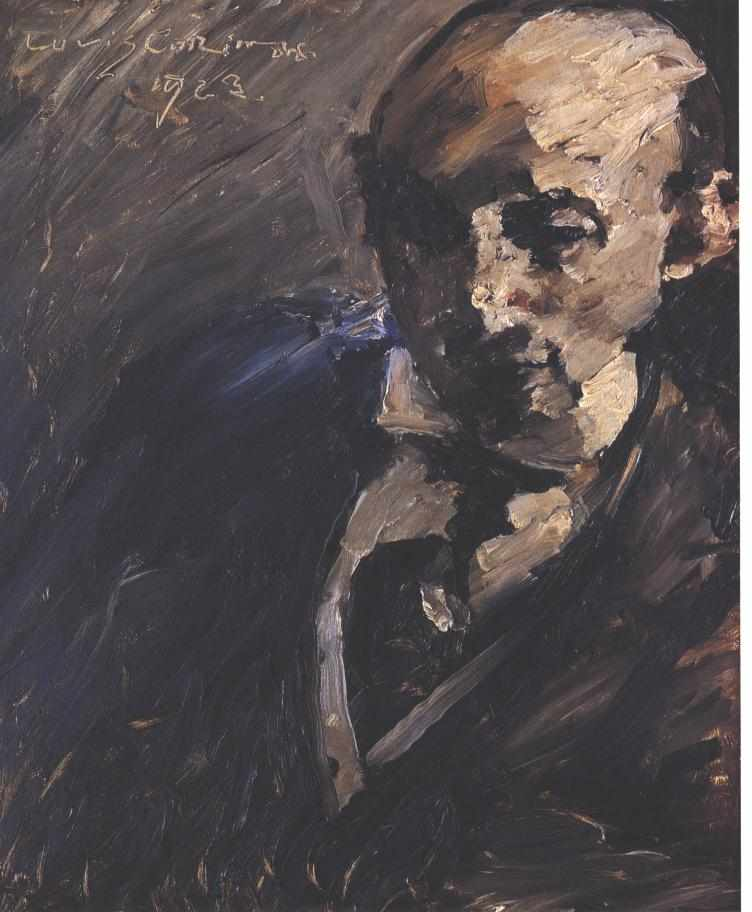
Lovis Corinth: Porträt Dr. Alfred Kuhn, 1923

Alfred Kuhn (geboren am 1. Februar 1885 in Mannheim; gestorben am 2. September 1940 in Kappel bei Freiburg) war ein deutscher Kunsthistoriker.
Nachdem er sich zu Beginn seiner Tätigkeit vor allem mit dem Romantiker Peter von Cornelius auseinandersetzte, wurde er später als Autor zahlreicher Schriften zur zeitgenössischen Kunst bekannt. In den 1920er Jahren gehörte er neben Adolf Behne, Paul Westheim, Carl Einstein und Max Osborn zu den produktivsten Kunsthistorikern Berlins. Zudem organisierte er mehrere Ausstellungen deutscher Kunst für ausländische Museen. Nach der Machtübernahme der Nationalsozialisten in Deutschland wurde seine Publikationstätigkeit zunehmend eingeschränkt und kam schließlich vollständig zum Erliegen. Nach 1933 sind nur noch wenige Werke bekannt, und er geriet nach seinem Tod weitgehend in Vergessenheit.

## Leben und Werk

### Ausbildung und frühe Publikationen
Alfred Kuhn wurde 1885 als Sohn einer zum Christentum konvertierten jüdischen Familie in Mannheim geboren. Er studierte ab 1905 Kunstgeschichte, Geschichte und romanische Philologie in Berlin, München, Halle, Wien, Paris und Freiburg. 1910 wurde er an der Universität Freiburg promoviert mit einer Arbeit zum Thema Die Illustration des Rosenromans. Nach seiner Promotion arbeitete er 1911 bis 1912 als wissenschaftlicher Assistent bei den Städtischen Sammlungen Freiburg und 1912 bis 1917 als wissenschaftlicher Hilfsarbeiter an den Königlichen Museen in Berlin. 1917 bis 1919 folgte ein Wehr-Ersatzdienst als Gymnasiallehrer in Berlin, da er für den Militäreinsatz untauglich war.

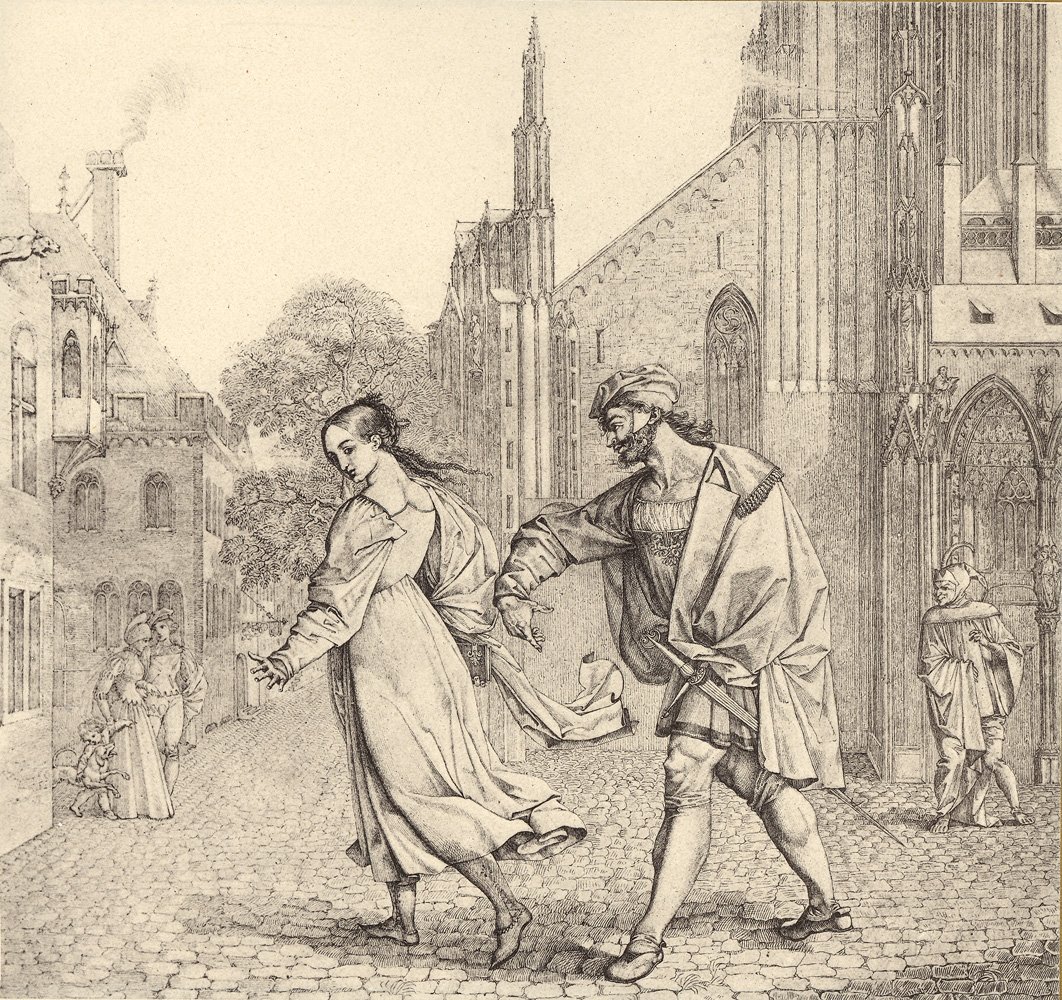
„Mein schönes Fräulein, darf ich wagen,
meinen Arm und Geleit Ihr anzutragen?“ –
„Bin weder Fräulein, weder schön,
kann ungeleitet nach Hause gehn.“
Faust bietet Gretchen den Arm, von Peter von Cornelius (1811)

In der Fachzeitschrift Museumskunde publizierte Kuhn kurz vor dem Beginn des Ersten Weltkriegs 1914 einen Beitrag über Museen als Foren der Völkerverständigung und Instrumente der Popularisierung der Kunst. Ab 1914 beschäftigte er sich mit dem Maler Peter von Cornelius und vor allem dessen Illustration zu Goethes Faust. 1916 schrieb er die Einleitung zu einem Neudruck der Originalstiche unter dem Titel „Die Faustillustrationen des Peter Cornelius in ihrer Beziehung zur deutschen Nationalbewegung“, 1920 folgte das Vorwort zur illustrierten Ausgabe des Faust. Eine Tragödie. 1921 schließlich folgte seine Monografie zu Peter Cornelius mit dem Titel „Peter Cornelius und die geistigen Strömungen seiner Zeit. Mit Briefen des Meisters an Ludwig I. von Bayern und an Goethe.“

### Konzentration auf die zeitgenössische Kunst
Nach dem Ersten Weltkrieg konzentrierte sich Kuhn auf die zeitgenössische Kunst, wobei er den Entwicklungen der Moderne allerdings kritisch gegenüberstand. In dem Buch „Die neuere Plastik von 1800 bis zur Gegenwart“ von 1921 stellte er erstmals die Entwicklung der zeitgenössischen und modernen Bildhauerei dar, zudem publizierte er zu Rudolf Belling und anderen zeitgenössischen Bildhauern.
Alfred Kuhn schrieb in der Folge für die Zeitschrift Feuer Besprechungen über aktuelle Kunstausstellungen. 1922/23 war er als Redaktionsleiter der Zeitschrift Kunstchronik und Kunstmarkt tätig, 1925/26 als ihr Herausgeber. Er schrieb vor allem als Chronist und Kritiker des zeitgenössischen Kunstwesens. In populären Buchreihen veröffentlichte er Einführungen zu verschiedenen Künstlern, darunter zu Käthe Kollwitz (1921), Emy Roeder (1921), Anselm Feuerbach (1922) und Asmus Carstens (1924). Ebenfalls 1924 schrieb er die Einleitung zu „Max Liebermann. Gedanken und Bilder“ für die Reihe der „Delphin-Kunstbücher“ des Delphin-Verlags. Ein Jahr später veröffentlichte er eine Monographie über den Künstler Lovis Corinth, die kurz nach dessen Tod erschien; Corinth selbst porträtierte Alfred Kuhn im Jahr 1923.

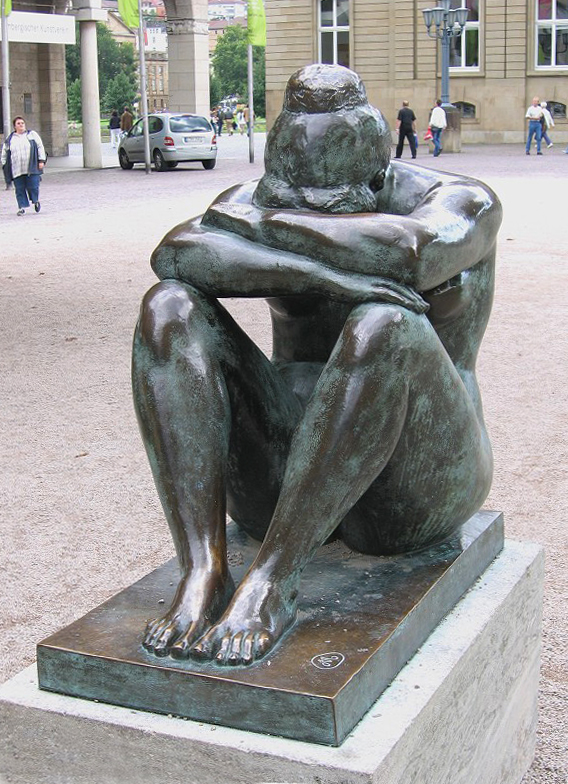
Aristide Maillol: La Nuit, 1902 (Stuttgart)

Die Künstlermonographien „Aristide Maillol. Landschaft, Werke, Gespräche“ erschien ebenfalls 1925 und „Der Bildhauer Hermann Haller“ 1927 als Ergebnis mehrerer Atelierbesuche in Frankreich und der Schweiz. Eine Reise nach Spanien war die Grundlage des 1925 erschienenen Buches „Das alte Spanien. Landschaft, Geschichte, Kunst.“ In der Folge publizierte Kuhn in verschiedenen Zeitschriften, wobei das Spektrum vom „Kunstblatt“ und „Horen“ über „Der Cicerone“, bei dem er über kurze Zeit beschäftigt war, bis zu „Leipziger Illustrierten Zeitung“ und „Die Woche“ reichte. Zugleich belieferte er mehrere Tageszeitungen wie die „Deutsche Allgemeine Zeitung“, den „Tag“ und das „Berliner Tageblatt“ mit Artikeln zum Ausstellungswesen. Von 1927 bis 1929 war er Kunstmarktreferent der „Frankfurter Zeitung“ und nach 1928 Autor der „Kunstauktion“.
Kuhn beschäftigte sich zudem mit kulturpolitischer Arbeit, insbesondere für sein Anliegen der Weiterentwicklung der Museen und die Selbstdarstellung deutscher Kunst im Ausland. Sein Bestreben war, Deutschland nach dem Weltkrieg als Kulturnation zu rehabilitieren und der französischen Dominanz im Kunstmarkt entgegenzuwirken. Er publizierte Aufsätze zur auswärtigen Kunstpolitik und organisierte im Auftrag der Kunstabteilung des Auswärtigen Amtes Ausstellungen deutscher Kunst im Ausland. 1926 stellte er Ausstellungen mit Graphik deutscher Künstler für Spanien und die Schweiz zusammen. 1927 übernahm er die Pressearbeit der von Bruno Paul zusammengestellte Deutsche Abteilung der Internationalen Kunstausstellung in Monza und 1929 organisierte er eine Ausstellung deutscher zeitgenössischer Kunst in Warschau. Geplant war eine Gegenausstellung polnischer Kunst in Deutschland, die jedoch aus politischen Gründen nicht zustande kam – auf der Basis seiner Beschäftigung mit dem Thema veröffentlichte Kuhn allerdings 1930 sein Buch „Die polnische Kunst von 1800 bis zur Gegenwart“, das 1937 erneut in einer veränderten 2. Auflage erschien. Im Auftrag des Leipziger Börsenvereins der Deutschen Buchhändler betreute er nachfolgend eine Ausstellung deutscher Graphik für Südamerika und 1931 bis 1933 organisierte er für die Deutsche Kunstgesellschaft Ausstellungen deutscher Kunst und Architektur in Jugoslawien und der Sowjetunion.

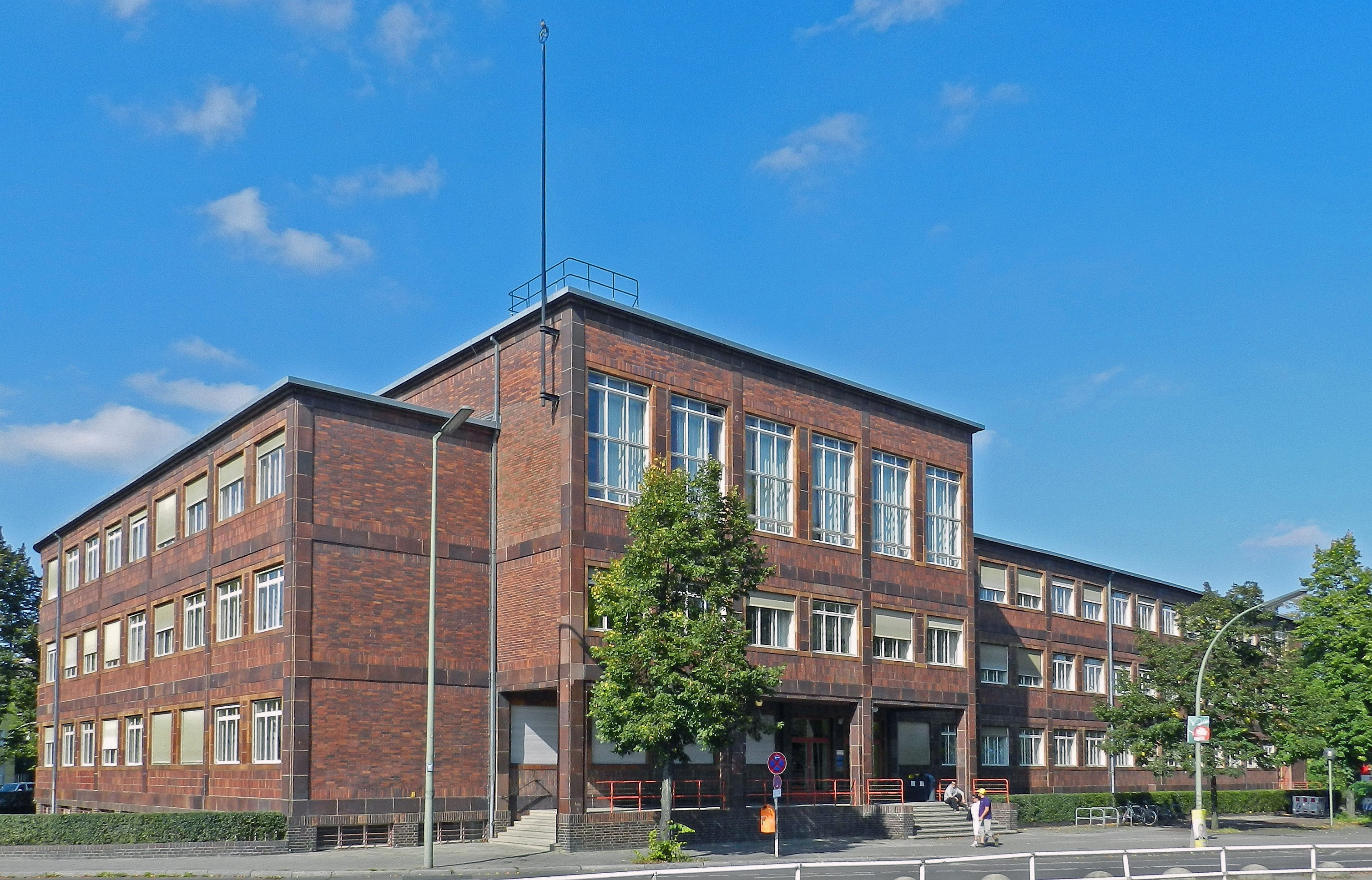
Reichsknappschaftshaus (1930) von Max Taut am Breitenbachplatz in Berlin

Vereinzelt publizierte Alfred Kuhn auch zur zeitgenössischen Architektur, wobei er sich beispielsweise 1922 sehr kritisch über die expressionistische Phase von Bruno Taut in Magdeburg äußerte und lobte die Tendenz zur Versachlichung der Architektur der Novembergruppe in seiner Berichterstattung 1923. 1925/26 berichtete er über das Bauhaus und stand in enger Korrespondenz mit Walter Gropius. 1932 veröffentlichte er die erste Monographie über den Architekten Max Taut, den Bruder von Bruno Taut, die zugleich seine letzte größere Publikation bleiben sollte.

### Auswirkungen der Zeit des Nationalsozialismus
Aufgrund finanzieller Schwierigkeiten während der Wirtschaftskrise konnte sein bereits abgeschlossenes Manuskript über Bronzeplastiken 1932 nicht erscheinen, danach wirkte sich die Machtübernahme der Nationalsozialistischen Deutschen Arbeiterpartei in Deutschland stark auf seine Publikationen aus. Kuhn galt als publizistischer Förderer der Kunst der Systemzeit und als Repräsentant der jüdischen Kunstkritik, obwohl er sich während der Weimarer Republik weder politisch noch avantgardistisch geäußert hatte und stattdessen eher eine konservative Kunstbetrachtung verfolgte. Aufgrund seiner jüdischen Abstammung war er nach nationalsozialistischer Auffassung ein Nichtarier und ihm wurden zunehmend die Publikationsmöglichkeiten beschnitten.
1935 zog sich Alfred Kuhn aus Berlin zurück und versuchte trotz der Widerstände, seine Publikationsfreiheit wieder zu erlangen. Er marginalisierte seinen Einsatz für die moderne Kunst und betonte seine nationale Haltung bei seiner Arbeit um die deutsche Kunst im Ausland. Um schreiben zu können, musste er seine Artikel der Reichsschrifttumskammer vorlegen und veröffentlichte vor allem im Schutz katholischer Organe. Im März 1935 wurde er auf Basis des so genannten „Arierparagraphen“ von der Reichsschrifttumskammer ausgeschlossen und sein Widerspruch gegen diese Maßnahme wurde 1936 abgelehnt. Ihm wurde jede Veröffentlichung schriftstellerischer Art untersagt und nur unter Nutzung von Sondergenehmigungen durfte er rein wissenschaftliche Arbeiten publizieren, vor allem die zweite Auflage seines Buches über die polnische Kunst. Kuhn wiederholte seinen Einspruch mehrfach und wurde 1938 als typischer Repräsentant einer liberalistischen Kunstbetrachtung eingestuft. 1939 wurde von Seiten des Reichsministers für Volksaufklärung verfügt, dass jede weitere Tätigkeit Kuhns als unerwünscht angesehen werde. Verlage wurden angewiesen, Manuskripte von ihm nicht mehr anzunehmen, und die Geheime Staatspolizei überwachte die Einhaltung der Verfügung.
Alfred Kuhn starb am 2. September 1940 in Kappel bei Freiburg im Alter von 55 Jahren.

## Schriften
- Die Illustration des Rosenromans. Tempsky, Wien 1912
- Die Faustillustrationen des Peter Cornelius in ihrer Beziehung zur deutschen Nationalbewegung der Romantik. D. Reimer, Berlin [1916]
- Peter von Cornelius – Bilder zu Goethes Faust. D. Reimer, Berlin [1916]
- Peter Cornelius und die geistigen Strömungen seiner Zeit. D. Reimer, Berlin 1921
- Die neuere Plastik von achtzehnhundert bis zur Gegenwart. Delphin-Verlag, München 1921
- Emy Roeder. Klinkhardt & Biermann, Leipzig 1921
- Käthe Kollwitz.Neue Kunsthandlung, Berlin 1921
- Anselm Feuerbach. (= Bibliothek der Kunstgeschichte 25). E. A. Seemann, Leipzig 1922
- Die neuere Plastik von achtzehnhundert bis zur Gegenwart. 2. erw. Auflage, Delphin-Verlag, München 1922
- Max Liebermann. Gedanken und Bilder. Delphin-Verlag, München [1924]
- Jacob Asmus Carstens. (= Bibliothek der Kunstgeschichte 78). E. A. Seemann, Leipzig 1924
- Johann Wolfgang von Goethe – Italienische Reise. München, Bruckmann, 1925 (Nachdruck Bruckmann, München 1999)
- Aristide Maillol. E. A. Seemann, Leipzig 1925
- Lovis Corinth. Propyläen-Verlag, Berlin 1925
- Eine kuriose Festschrift im Bauhausstil und im Stile des Konstruktivismus, als Zeichen abwegiger Typographie im Jahre 1925 Leipzig : [s. n.], 1925
- Der Bildhauer Hermann Haller. Art. Institut Orell Füssli, Zürich 1927
- Wystawa Niemieckiej Sztuki Współczesnej. Warschau 1929 [s. l.] : [s. n.] Berlin ( : H. S. Hermann), 1929
- Graphik-Katalog. Verlag [Geschäftsstelle] des Börsenvereins der Deutschen Buchhändler, Leipzig 1930
- Die deutsche Graphik der Gegenwart. Leipzig : [s.n.], 1930
- Die polnische Kunst von 1800 bis zur Gegenwart. Klinkhardt & Biermann, Berlin 1930
- Max Taut – Bauten. Berlin, Leipzig, Deutsche Architektur-Bücherei 1932 (Nachdruck: Gebr. Mann, Berlin 2002, ISBN 3-7861-2409-4)
- Ferdinand von Stumm – Antiquitäten und alte Gemälde. Berlin W 9, Bellevuestr. 13 : Dr. G. Deneke, 1932
- Die polnische Kunst von 1800 bis zur Gegenwart. 2. veränd. Auflage, Klinkhardt & Biermann, Berlin 1937